# Каєтан Стефанович

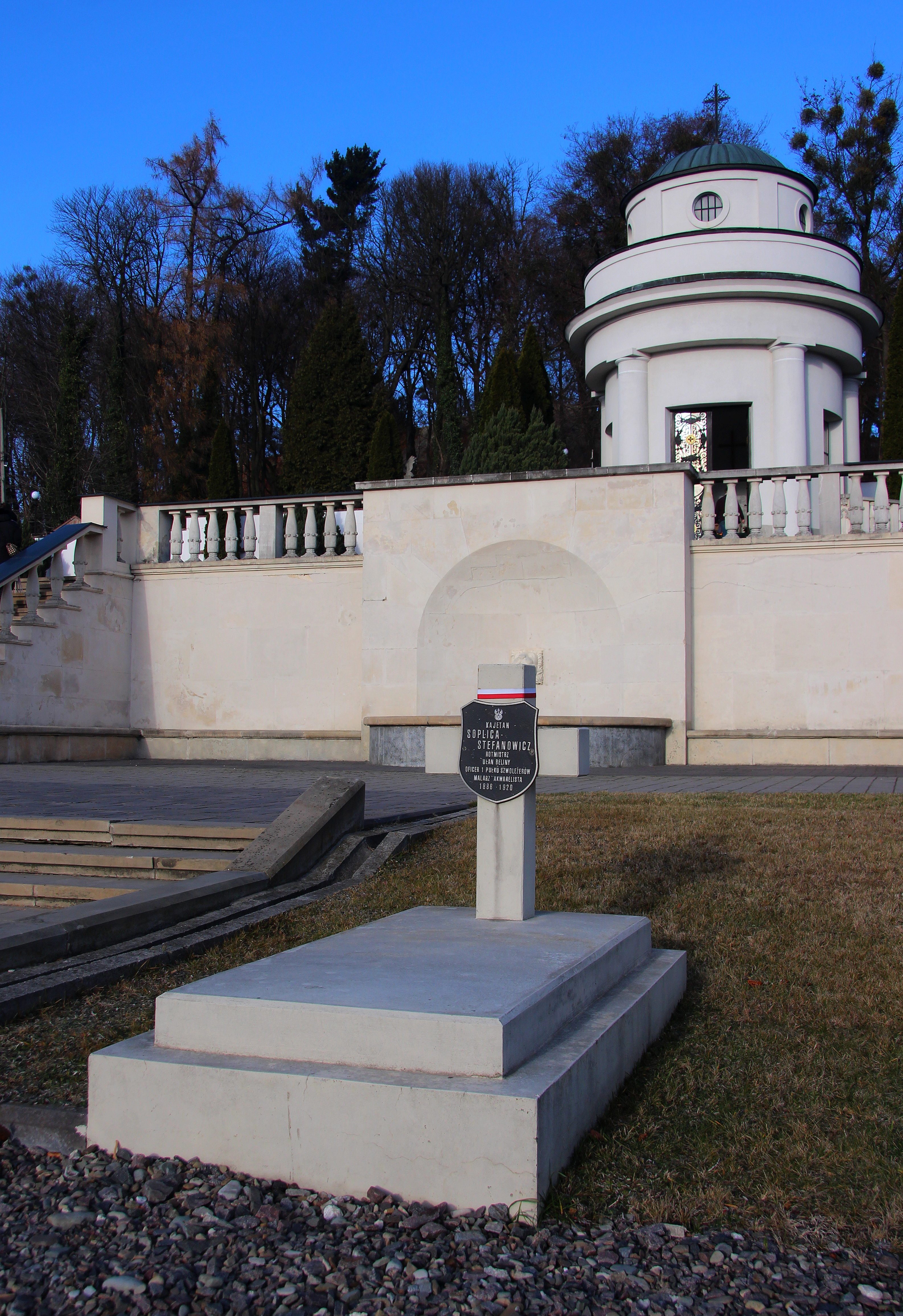

Каєтан Стефанович (пол. Kajetan Stefanowicz; 12 липня 1886, Дрогобич — 20 вересня 1920, Рогачов) — польський живописець, графік, декоратор, ілюстратор.

## Біографія
Народився 12 липня 1886 року у місті Дрогобичі (тепер Львівська область, Україна) в інтелігентній вірменській сім'ї. Закінчив середню школу у Львові. Навчався у батька — художника Антоні Стефановича, Львівській політехніці на відділі архітектури у Едгара Ковача, у 1906—1908 роках — у Краківській академії мистецтв у Юзефа Панкевича та Юзефа Мегоффера, у 1908—1910 роках — Мюнхенській академії мистецтв у Отто Зайтца. 1911 року отримав стипендію Фундації Л. Сапєги і продовжив навчання в Парижі в Національній школі декоративного мистецтва.
З початком Першої світової війни у 1914 році вступив до лав Східного легіону у Львові та розпочав військову службу. У 1920 році залишився у складі офіцерського запасу на посаді референта з навчальної роботи у Міністерстві військових справ, але з початком польсько-радянської війни повернувся до свого полку на фронт. Загинув від кулі снайпера 20 вересня 1920 року під Рогачовим. Похований на Личаківському цвинтарі на військовому меморіалі.

## Творчість
Малював декоративно-фантастичні картини, портрети, займався монументальним живописом, плакатом, мистецькою фотографією, ілюстраціями до книжок, облаштуванням інтер'єрів, проєктував жіночий одяг.
1913 року спроєктував і виконав декоративне оформлення Жіночої гімназії Софії Стшалковської у Львові на вулиці Зеленій, 22 (нині середня школа № 6), розписи не збережені, а також стінопис будівлі Кредитного товариства у Львові на вулиці Коперника, 4 (нині Львівська філія Національного банку України).
У січні-лютому 1916 року створив 9 графічних картонів «Пісня легіонера в рисунках Каєтана Стефановича — сержанта 1-го полку уланів».
Серед інших робіт:
- плакат «Muzeum Przemysłowe Miejskie. Wykłady niedzielne o stylu gotyckim» (1910);
- плакат «Wystawa Karnawałowa Ligi Pomocy Przemysłowej we Lwowie» (1911);
- «Нетлі»;
- «Полум'я»;
- «Простір»;
- «Розп'яття»;
- «Сніданок на траві»;
- «Східна царівна»;
- «В парку» (1910);
- «Автопортрет» (1910);
- «Пейзаж» (1911);
- «Парижанка» (1912);
- «Мовчання» (1912—1913);
- «Жінка і медвідь» (1912—1913);
- «Жінка і змія» (1912—1913);
- «Фавни» (1912—1913);
- «Царевич і смерть» (1912—1913);
- «Дві жінки» (1913);
- «Портрет дружини Сабіна» (1913);
- «Східна королівна» (1913);
- «Жінка і змія» (1915);
- «Портрет дружини» (1919).

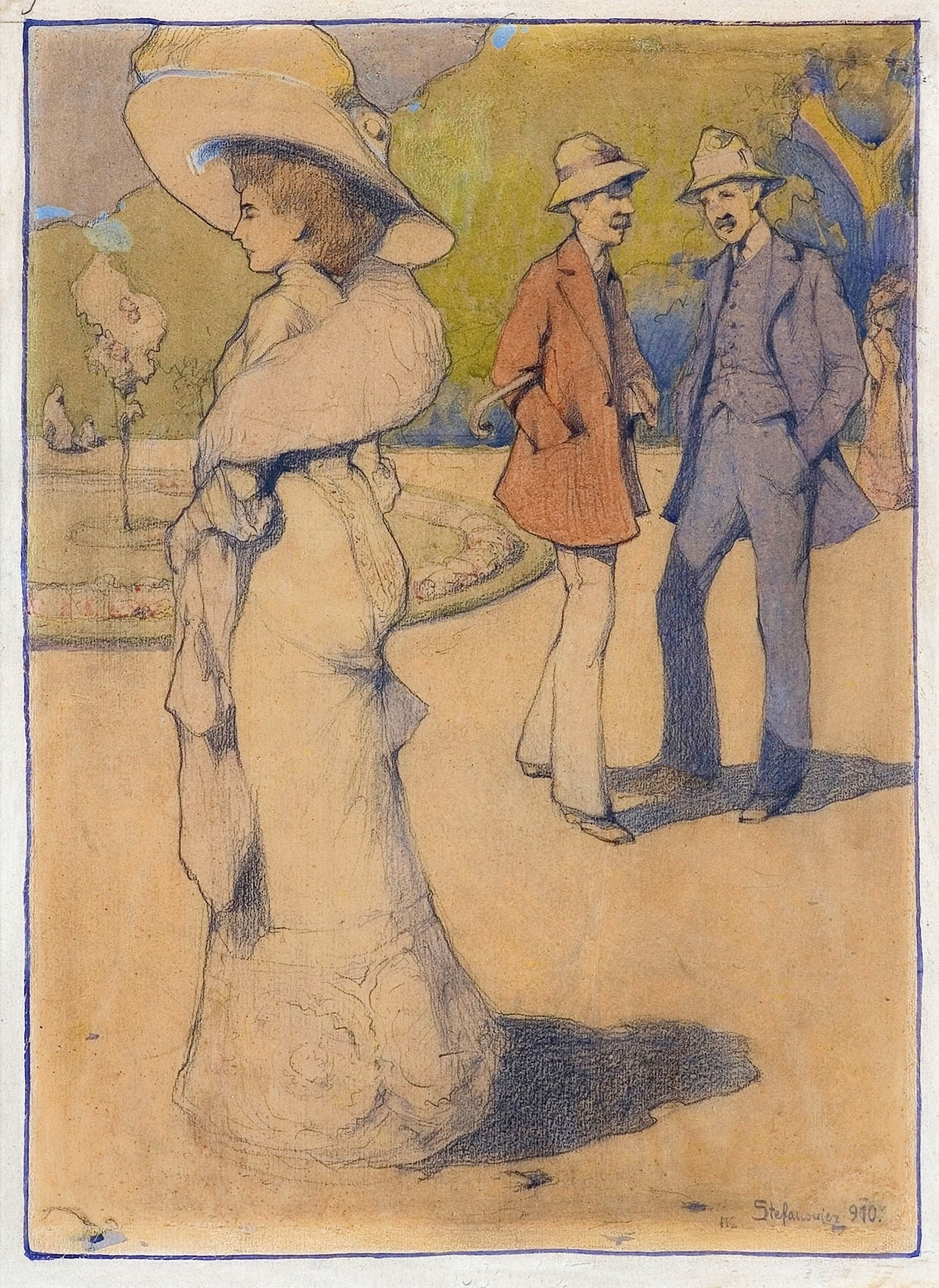
«В парку»
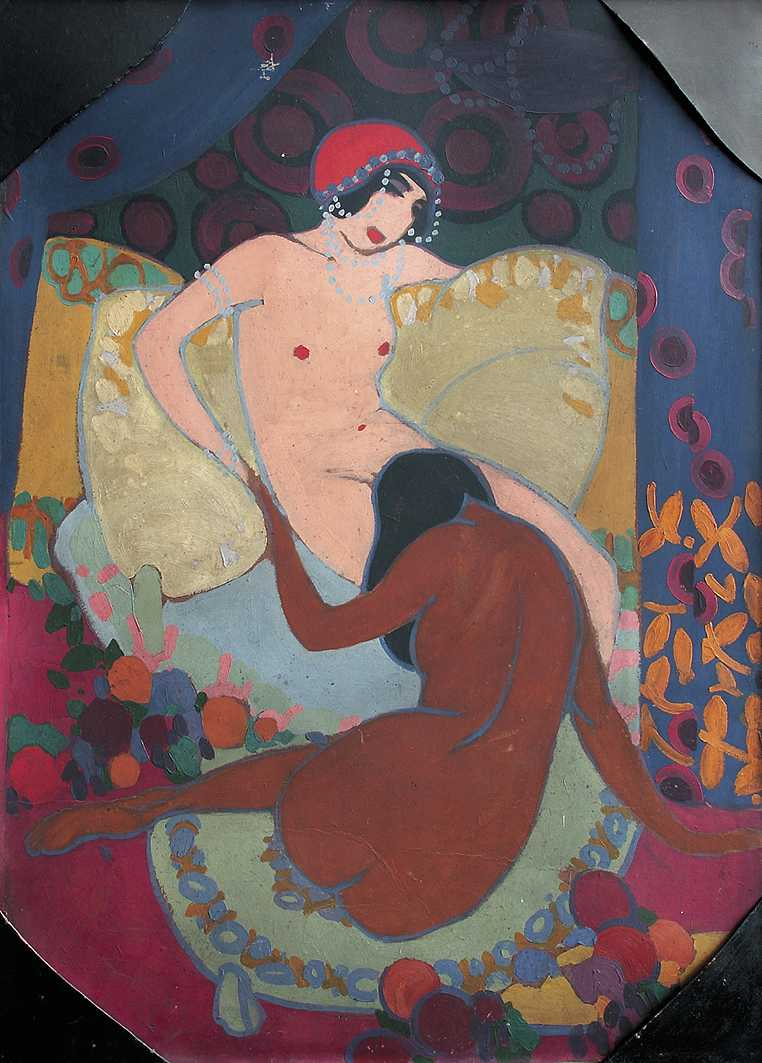
«Дві жінки»
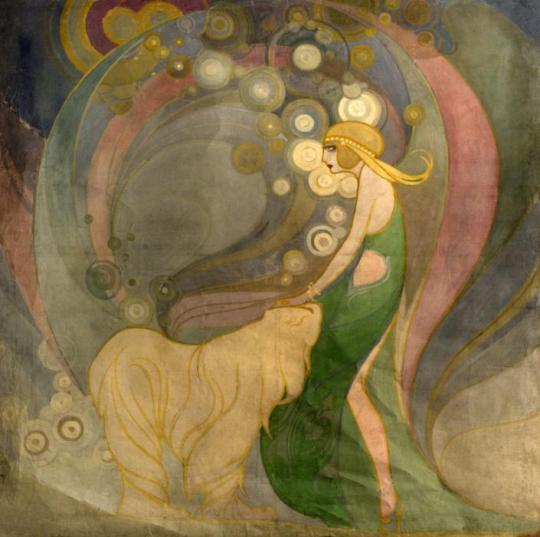
«Жінка і медвідь»
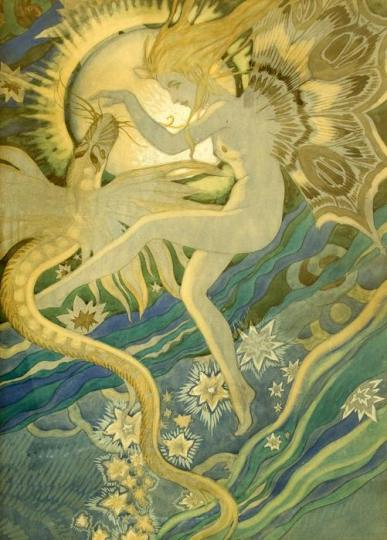
«Жінка і змія»
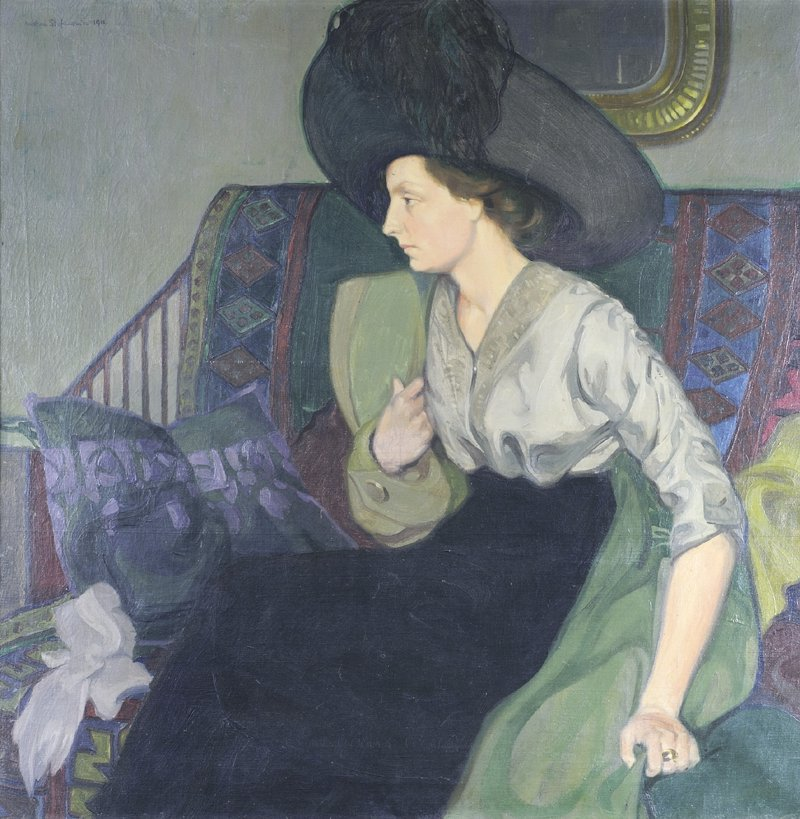
«Портрет дружини Сабіна»
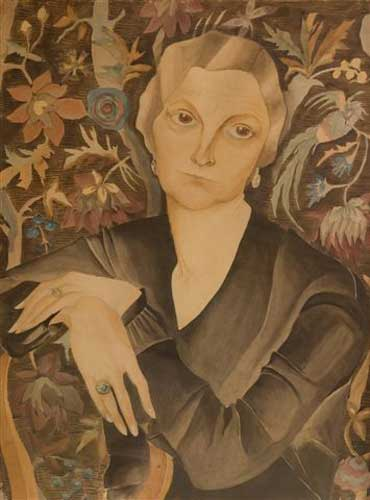
«Портрет дружини»

### Виставки
У 1910 році брав участь у Загальній виставці польського мистецтва у Львові. 1912 року експонував декілька своїх етюдів на виставці Львівського літературно-артистичного товариства. 1913 року відбулася перша персональна виставка художника у Львові, яка згодом була повторена в Кракові та Познані в 1914 році.